# غزال ملکه سبا
آهوی ملکه سبا یا آهوی یمنی (نام علمی: Gazella bilkis) نام یک گونه از سرده آهو است.